# Aït Sgougou
Aït Sgougou est une confédération tribale amazighe dont la capitale est la ville de M'rirt, au Moyen Atlas central. Celle-ci faisait partie  de la confédération des Aït Oumalou du Moyen Atlas. Lors des guerres inter-tribales, ils étaient alliés aux Zayanes de Khénifra; contre les autres tribus berbères qui veulent s'emparer des sources de l'Oum Errabiaa qui constitue un atout stratégique vital en eau et en pâturage.
Par ailleurs, les Aït Sgougou appartiennent à la plus grande confédération berbère des zénètes.
Aït sgougou, comme les Zayanes, façonnées par la topographie et vivant essentiellement de l’élevage par le jeu  d’une transhumance de moyenne amplitude entre le Jbel (pâturages d’été) et l’Azaghar (Maroc) (pâturages d’hiver).
Les Aït Sgougou parlent le tamazight du maroc central.

## Étymologie
Le terme « Aït » est berbère et signifie, suivant le contexte « ceux de » ou encore « les enfants de », tandis que le terme « Sgougou » est sans doute berbère, quoique sa signification soit méconnue. Il pourrait s'agir d'un nom propre, et dans ce cas, « Aït Sgougou » signifierait « les enfants de Sgougou ». Dans le cas où ce serait un nom commun, le sens du nom de la tribu est inconnu.

## Tribus et embranchements
- La confédération des Aït sgougou est composée des tribus et des sous-tribus (fractions tribales) suivantes[2],[3]:            

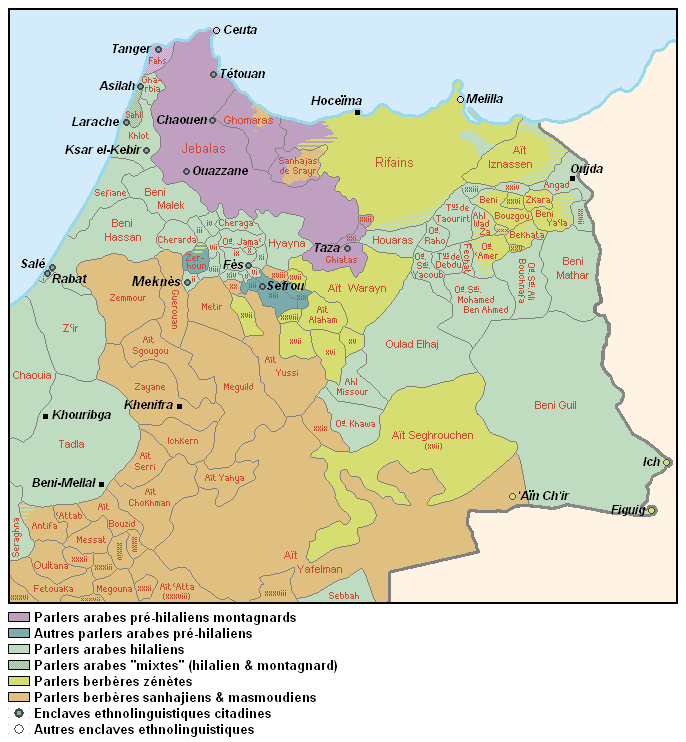
Carte montrant la répartition des Aït Sgougou au nord du Maroc

  - Imrabdden[4]: 
    - Aït Sidi Lâarbi[4]:
      - Aït Ou Ammi
      - Aït Ou Yebssi
      - Aït Ba Mezine
      - Aït Ba YessouCarte montrant la répartition des Aït Sgougou au nord du Maroc
      - Aït Si Mhammed
      - Aït El Haj
      - Aït Si Belkacem
      - Aït Moumou

    - Aït Sidi Abdel Aziz[4]:
      - Aït Mohammed Ou Ali,
      - Aït Bouimjane
      - Aït Lqadi
      - Aït Baba
      - Aït Sidi Ahmed Ou Ahmed
      - Aït Sidi Ahmed Ou Ali
      - Aït Sidi Ahmed Ou Brahim
      - Aït Âziza
      - Aït Mohammed Ou Ali

    - Aït Sidi Ali Ou Brahim[4]:
      - Aït Tibouche
      - Aït Berddin
      - Aït Belhaj
      - Aït Taârabt,
      - Aït Tihyi
      - Aït Sidi Youssef
      - Aït Takhnift
      - Aït Heyyi
      - Aït Sidi Said
      - Aït Boudhir
      - Aït Izoughar
      - Aït Bouzaouithe

    - Aït Taleb
    - Aït Hajjou
    - Aït Ben Brahim
    - Aït Ammi Ali

  - Aït Aaâmer[4]: 
    - Aït Hatem 
    - Aït Ba Akka
    - Aït Ben Azouz
    - Aït Ichcho
    - Aït Alla
    - Aït Boukhayo
    - Izitchouen

  - Iâamine[4]: 
    - Aït Abdous, 
    - Aït Abdelmalek
    - Irchkiken, 
    - Aït Otman, 
    - Aït Bouârif, 
    - Aït Moussi, 
    - Aït Abdallah

## Répartition

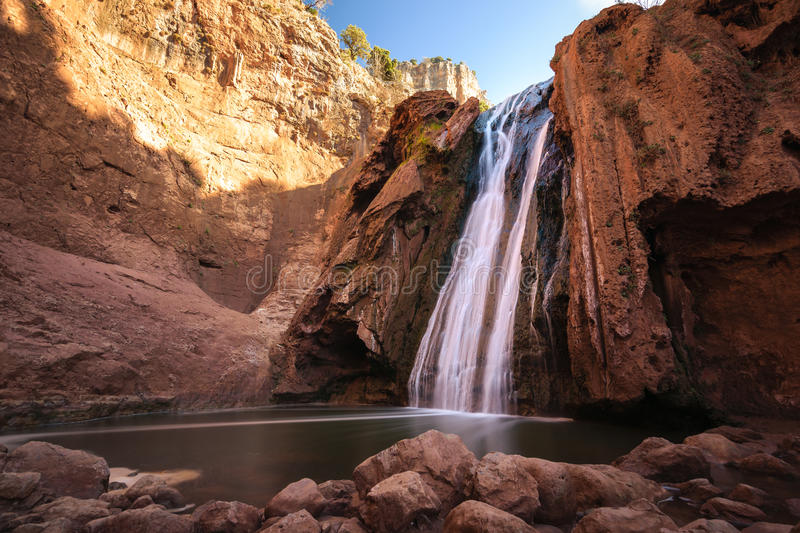
Sources de l'Oum Errabiâ

La capitale de cette tribu est la ville de M'rirt, deuxième municipalité de la province de Khénifra. Son espace vital s'étale des sources d'Oum Errabiaa à l'est jusqu'aux confins d'Oulmès relevant de la tribu Zemmour à l'ouest dont la capitale est Khémisset. En ajout à cela, Aït Sgougou est frontalière des Aït M'Guild au Nord et à l'Est, et des Zayanes au Sud.
Les sources de l'Oum Errabiaa se situent notamment en plein cœur du territoire des Aït Sgougou.